# Tour della nazionale maschile di rugby a 15 della Nuova Zelanda 1981
Nel 1981, gli All Blacks della nazionale neozelandese di Rugby Union, si recano in tour in Romania e Francia.

## Risultati
| Costanza 20 ottobre 1981 | Sud Romania | 9 – 25 | Nuova Zelanda XV |  |

| Bucarest 24 ottobre 1981 | Romania    | 6 – 14 | Nuova Zelanda | Stadio 23 agosto (30 000 spett.)\| Arbitro: \| Alan Hosie \| |
| Arbitro:                 | Alan Hosie |        |               |                                                              |

| Strasburgo 28 ottobre 1981 | Alsazia-Lorena | 13 – 15 | Nuova Zelanda XV | Stadio della Meinau |

| Clermont-Ferrand 31 ottobre 1981 | Auvergne | 10 – 18 | Nuova Zelanda XV | Stadio Marcel Michelin |

| Grenoble 4 novembre 1981 | Comitè des Alpes | 18 – 16 | Nuova Zelanda XV |  |

| Arbitro: | M. Yché |

|                          |      |                                      |
| Merlos 39’               | mt   | 13’ Stone 43’, 54’ Wilson 82’ Salmon |
| Irvine 39’               | tr   | 13’, 43’, 54’ Hewson                 |
| Irvine 2’, 41’, 53’, 75’ | c.p. | 76’ Hewson                           |
|                          | drop | 49’ Hewson                           |

| Perpignano 11 novembre 1981 | Rousillon-Languedoc | 6 – 6 | Nuova Zelanda XV | Gilbert Brutus |

| Tolosa 14 novembre 1981 | Francia       | 9 – 13 | Nuova Zelanda | Stade de Toulouse (14 271 spett.)\| Arbitro: \| Clive Norling \| |
| Arbitro:                | Clive Norling |        |               |                                                                  |

| La Rochelle 17 novembre 1981 | Charentes-Poitou | 13 – 17 | Nuova Zelanda XV |  |

| Parigi 21 novembre 1981 | Francia      | 6 – 18 | Nuova Zelanda | Parco dei Principi (31 404 spett.)\| Arbitro: \| John R. West \| |
| Arbitro:                | John R. West |        |               |                                                                  |